# St. Lucie Village
Pour les articles homonymes, voir Sainte-Lucie (homonymie).
St. Lucie Village est une ville américaine située dans le comté de Saint Lucie en Floride.

## Démographie
| 1970 | 1980 | 1990 | 2000 | 2010 | - |
| ---- | ---- | ---- | ---- | ---- | - |
| 428  | 593  | 584  | 604  | 590  | - |

Selon le recensement de 2010, St. Lucie Village compte 590 habitants. La municipalité s'étend sur 0,87 milles carrés (2,25 km2).